# USS 홀란드 (SS-1)
USS 홀란드 (SS-1)는 미 해군에 처음으로 취역한 잠수함이다. 함명은 아일랜드계 미국인 발명가, 존 필립 홀란드에서 따왔다. 처음에는 이 잠수함은 홀란드 VI라는 함명으로 기공되었으며, 1897년 5월 17일에 진수되었다.

## 설계와 구조

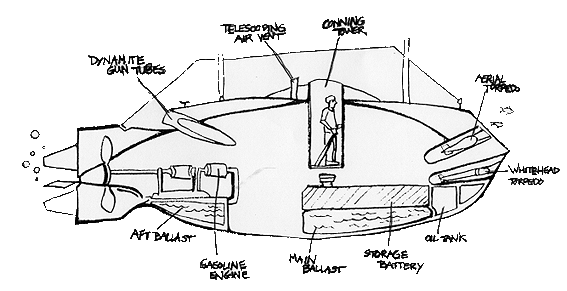
USS 홀란드의 개략적인 그림

USS 홀란드는 크레센트 조선소에서 건조되었다. 또한, 잠수함은 설계한 존 홀란드의 지휘 아래 제작되었다. USS 홀란드의 용골은 크레센트 조선소에서 작업을 하던 2 명의 인부가 만들었다. 그 두 사람은 존 홀란드의 검증된 개념과 특허를 사용하여, 잠수함을 현실화시켰다. 두 사람은 서로를 보완하며 현대 잠수함이 발전하는데 큰 기여를 했다.
홀란드라는 이름은 20 세기에 활약했고 그 이후의 더 향상된 잠수함의 많은 특징들이 포함된다. USS 홀란드는 해수면에서는 내연 기관을 이용하여 항해하고, 잠행할 때는 전기 모터를 이용하여 항해했다. USS 홀란드는 재장전 할 수 있는 어뢰관과 압축 공기를 이용한 다이너마이트 건을 넣을 수 있는 장소인 포열 갑판이 있었다. 또한, 사령탑이 있어 배와 무기를 관리 할 수 있었다. 마지막으로, USS 홀란드는 깊이와 수중에서의 항해 자세를 정확히 바꾸는데 있어서 필요한 밸러스트 탱크와 트림 탱크가 있었다.

## 운용
홀란드 VI는 전함으로서의 그 가치와 유용성이 입증되었다. 1900년 4월 11일, 결국, 미국 정부로부터 150,000 달러에 사들였다. 홀란드는 최초의 성공적인 선박으로 평가되었다. 그래서 미국 정부는 홀란드의 회사에서 더 많은 잠수함을 주문했다. 이후, 이 잠수함들로 미 해군 최초의 함대가 만들어졌다.

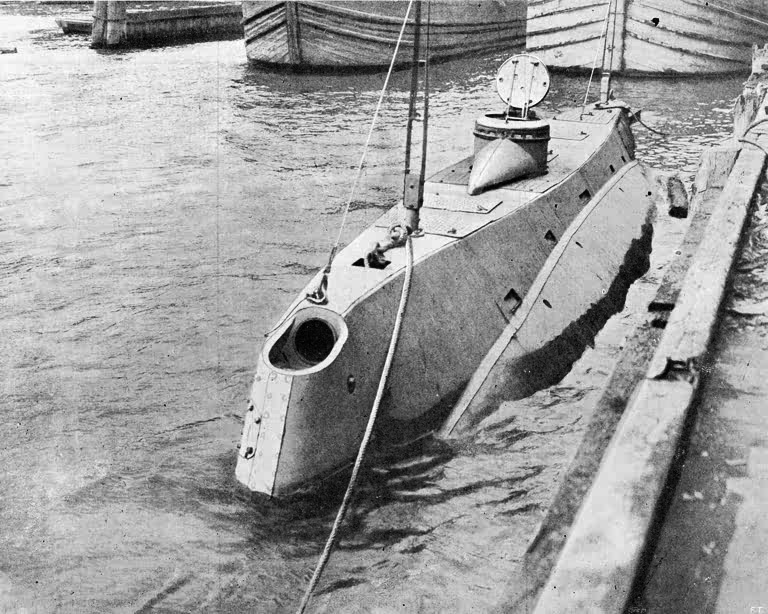
1898년, 사이언티픽 아메리칸에서 발췌한 USS 홀란드 (SS-1)

1899년 - 1905년까지, 홀란드는 뉴욕, 뉴 서포크에서 "최초의 잠수함 기지" 역할을 했다.
이런 일련의 일은 제너럴 다이내믹스 일렉트릭 보트사(社)에도 큰 도움을 주었다. 회사는 그것을 기회 삼아 잠수함의 원리를 밝혀 낼 수 있었다.
홀란드 VI는 명명식이 이루어지면서 개조되었다. 그리고 1900년 10월 12일, 로드아일랜드주, 뉴포트에서 해리 H. 콜드웰 소령의 지휘 아래 취역하면서, 함명이 USS 홀란드 (SS-1)로 변경되었다.
홀란드는 미 해군이 소유했던 3 번째 잠수함이지만 취역으로만 본다면 최초의 잠수함이다.
또한, 최초로 손상되지 않은 잠수함이다.

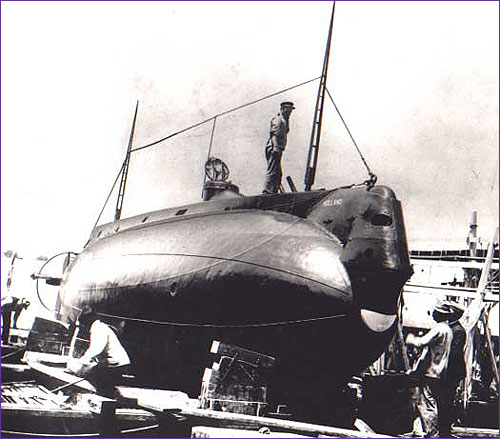
드라이도크 안의 USS 홀란드 (SS-1)

1900년 10월 16일, 겨울에도 운용하기 위해 예인선의 도움을 받아 메릴랜드주, 아나폴리스로 옮겨졌다.
홀란드는 잠수함의 구조나 계획에 관한 정보를 모으는 데 있어서 유용성을 입증했다. 1901년 8월에서 10월까지, 아나폴리스에서 노퍽에 이르는 267 km를 이동하여, 임무 기간을 초과하면서까지 유용한 정보를 제공했다.
6월 1일에서 10월 15일까지는 훈련을 하지 않았지만, 1905년 7월 17일까지 아나폴리스에 남아 훈련을 진행했다.
홀란드의 함력은 노퍽에서 끝났다. 해군 함정 명부에서는 1910년 11월 21일 제명되었다. 이 변혁적인 잠수함은 폐기 될 목적으로 1913년 6월 18일 단 100 달러에 팔렸다.

## 같이 보기
- 잠수함의 역사